# Patito Feo: La historia más linda en el Teatro (album)
Albums de Patito Feo
Patito Feo: La historia más linda
(2007) Patito Feo: La vida es una fiesta
(2008)
Singles
1. Tango Llorón
Sortie : 6 novembre 2007
2. Cantemos Más Fuerte
Sortie : 6 novembre 2007
3. Un Poco Más
Sortie : 6 novembre 2007

Patito Feo: La historia más linda en el Teatro est le deuxième album studio de la telenovela Patito Feo, sorti le 6 novembre 2007 en Argentine. Le disque devient disque d'or au Mexique, en Argentine et en Colombie. En Europe, le succès lui permet d'être bien placé en Espagne et au Portugal et numéro un en Italie pour l'année 2009 et 2010.
Entre 2007 et 2011, le groupe produit quatre tournées internationales.

## Titres
| No  | Titre                         | Interprète(s)                                                                        | Durée |
| --- | ----------------------------- | ------------------------------------------------------------------------------------ | ----- |
| 1.  | Tango Llorón                  | Brenda Asnicar                                                                       | 2:22  |
| 2.  | Cantemos Más Fuerte           | Laura Esquivel                                                                       | 2:10  |
| 3.  | Un Poco Más                   | Nicolás Zuviria, Brian Vainberg, Santiago Talledo, Juan Manuel Guilera et Andrés Gil | 2:34  |
| 4.  | Sueño De Amor                 | Laura Esquivel et Belinda                                                            | 2:03  |
| 5.  | Las Divinas (Reggaeton Remix) | Brenda Asnicar                                                                       | 3:11  |
| 6.  | Fiesta                        | Karaoke                                                                              | 3:26  |
| 7.  | Tarde De Otoño                | Karaoke                                                                              | 3:50  |
| 8.  | Quiero, Quiero                | Karaoke                                                                              | 2:44  |
| 9.  | Amigos Del Corazón            | Karaoke                                                                              | 2:23  |
| 10. | Sueño De Amor                 | Karaoke                                                                              | 2:09  |
| 11. | Tango Llorón                  | Karaoke                                                                              | 2:23  |

## Historique de lancement
| Pays      | Date            | Format   | Label        |
| --------- | --------------- | -------- | ------------ |
| Argentine | 6 novembre 2007 | CD       | EMI Records  |
| Mexique   | 22 février 2008 | CD       | EMI Records  |
| Italie    | 23 octobre 2009 | CD + DVD | EDEL Records |
| Espagne   | 2 mars 2010     | CD + DVD | EMI Records  |